# Summerville (Georgia)
Summerville es una ciudad ubicada en el condado de Chattooga, Georgia, Estados Unidos. Tiene una población estimada, a mediados de 2021, de 4400 habitantes.
Es la sede del condado.

## Geografía
La localidad está ubicada en las coordenadas 34°28′44″N 85°20′57″O / 34.47889, -85.34917 (34.478751, -85.349072).
Según la Oficina del Censo, tiene un área de 10.40 km², correspondientes en su totalidad a tierra firme.

## Demografía

### Censo de 2020
Según el censo de 2020, en ese momento la localidad tenía 4435 habitantes. La densidad de población era de 426.44 hab./km².
| Raza                   | Núm. | Porc.  |
| ---------------------- | ---- | ------ |
| Blancos                | 3096 | 69.81% |
| Afroamericanos         | 965  | 21.76% |
| Amerindios             | 10   | 0.23%  |
| Asiáticos              | 5    | 0.11%  |
| De otras razas         | 88   | 1.98%  |
| De una mezcla de razas | 271  | 6.11%  |
| Total                  | 4435 | 100%   |

Del total de la población, el 3.07% eran hispanos o latinos de cualquier raza.    

### Censo de 2000
Según la Oficina del Censo, en 2000 los ingresos medios de los hogares de la localidad eran de $24,911 y los ingresos medios de las familias eran de $35,579. Los hombres tenían ingresos medios por $26,707 frente a los $20,222 que percibían las mujeres. Los ingresos per cápita para la localidad eran de $15,090.    